# Llista d'asteroides/190401-190500
| Nom      | Designació provisional | Data de descobriment   | Lloc de descobriment | Descobridor/s |
| -------- | ---------------------- | ---------------------- | -------------------- | ------------- |
| 190401 - | 1999 TL145             | 7 d'octubre de 1999    | Socorro              | LINEAR        |
| 190402 - | 1999 TK168             | 10 d'octubre de 1999   | Socorro              | LINEAR        |
| 190403 - | 1999 TV191             | 12 d'octubre de 1999   | Socorro              | LINEAR        |
| 190404 - | 1999 TA192             | 12 d'octubre de 1999   | Socorro              | LINEAR        |
| 190405 - | 1999 TF193             | 12 d'octubre de 1999   | Socorro              | LINEAR        |
| 190406 - | 1999 TR194             | 12 d'octubre de 1999   | Socorro              | LINEAR        |
| 190407 - | 1999 TK231             | 5 d'octubre de 1999    | Catalina             | CSS           |
| 190408 - | 1999 TM245             | 7 d'octubre de 1999    | Catalina             | CSS           |
| 190409 - | 1999 TR246             | 6 d'octubre de 1999    | Socorro              | LINEAR        |
| 190410 - | 1999 TX253             | 11 d'octubre de 1999   | Kitt Peak            | Spacewatch    |
| 190411 - | 1999 TF254             | 12 d'octubre de 1999   | Kitt Peak            | Spacewatch    |
| 190412 - | 1999 TN267             | 3 d'octubre de 1999    | Socorro              | LINEAR        |
| 190413 - | 1999 TN284             | 9 d'octubre de 1999    | Socorro              | LINEAR        |
| 190414 - | 1999 TF319             | 9 d'octubre de 1999    | Socorro              | LINEAR        |
| 190415 - | 1999 UP1               | 17 d'octubre de 1999   | Heppenheim           | Starkenburg   |
| 190416 - | 1999 UH8               | 29 d'octubre de 1999   | Catalina             | CSS           |
| 190417 - | 1999 UU12              | 29 d'octubre de 1999   | Catalina             | CSS           |
| 190418 - | 1999 UO35              | 31 d'octubre de 1999   | Catalina             | CSS           |
| 190419 - | 1999 VO54              | 4 de novembre de 1999  | Socorro              | LINEAR        |
| 190420 - | 1999 VZ70              | 4 de novembre de 1999  | Socorro              | LINEAR        |
| 190421 - | 1999 VN79              | 4 de novembre de 1999  | Socorro              | LINEAR        |
| 190422 - | 1999 VG92              | 9 de novembre de 1999  | Socorro              | LINEAR        |
| 190423 - | 1999 VZ107             | 9 de novembre de 1999  | Socorro              | LINEAR        |
| 190424 - | 1999 VA114             | 9 de novembre de 1999  | Catalina             | CSS           |
| 190425 - | 1999 VM137             | 12 de novembre de 1999 | Socorro              | LINEAR        |
| 190426 - | 1999 VW138             | 9 de novembre de 1999  | Kitt Peak            | Spacewatch    |
| 190427 - | 1999 VV150             | 14 de novembre de 1999 | Socorro              | LINEAR        |
| 190428 - | 1999 VS159             | 14 de novembre de 1999 | Socorro              | LINEAR        |
| 190429 - | 1999 VB180             | 6 de novembre de 1999  | Socorro              | LINEAR        |
| 190430 - | 1999 VB189             | 15 de novembre de 1999 | Socorro              | LINEAR        |
| 190431 - | 1999 VZ194             | 3 de novembre de 1999  | Socorro              | LINEAR        |
| 190432 - | 1999 WO17              | 30 de novembre de 1999 | Kitt Peak            | Spacewatch    |
| 190433 - | 1999 XC59              | 7 de desembre de 1999  | Socorro              | LINEAR        |
| 190434 - | 1999 XX78              | 7 de desembre de 1999  | Socorro              | LINEAR        |
| 190435 - | 1999 XN146             | 7 de desembre de 1999  | Kitt Peak            | Spacewatch    |
| 190436 - | 1999 XT181             | 12 de desembre de 1999 | Socorro              | LINEAR        |
| 190437 - | 1999 XS182             | 12 de desembre de 1999 | Socorro              | LINEAR        |
| 190438 - | 1999 XD193             | 12 de desembre de 1999 | Socorro              | LINEAR        |
| 190439 - | 1999 XQ203             | 12 de desembre de 1999 | Socorro              | LINEAR        |
| 190440 - | 1999 XV217             | 13 de desembre de 1999 | Kitt Peak            | Spacewatch    |
| 190441 - | 1999 XB220             | 12 de desembre de 1999 | Socorro              | LINEAR        |
| 190442 - | 1999 XE225             | 13 de desembre de 1999 | Kitt Peak            | Spacewatch    |
| 190443 - | 1999 XS246             | 5 de desembre de 1999  | Kitt Peak            | Spacewatch    |
| 190444 - | 1999 YM9               | 31 de desembre de 1999 | Oizumi               | T. Kobayashi  |
| 190445 - | 1999 YB10              | 27 de desembre de 1999 | Kitt Peak            | Spacewatch    |
| 190446 - | 2000 AL8               | 2 de gener de 2000     | Socorro              | LINEAR        |
| 190447 - | 2000 AR11              | 3 de gener de 2000     | Socorro              | LINEAR        |
| 190448 - | 2000 AO35              | 3 de gener de 2000     | Socorro              | LINEAR        |
| 190449 - | 2000 AO52              | 4 de gener de 2000     | Socorro              | LINEAR        |
| 190450 - | 2000 AZ78              | 5 de gener de 2000     | Socorro              | LINEAR        |
| 190451 - | 2000 AX146             | 7 de gener de 2000     | Socorro              | LINEAR        |
| 190452 - | 2000 AS211             | 5 de gener de 2000     | Kitt Peak            | Spacewatch    |
| 190453 - | 2000 AQ235             | 5 de gener de 2000     | Socorro              | LINEAR        |
| 190454 - | 2000 BR12              | 28 de gener de 2000    | Kitt Peak            | Spacewatch    |
| 190455 - | 2000 BU13              | 29 de gener de 2000    | Kitt Peak            | Spacewatch    |
| 190456 - | 2000 BC32              | 30 de gener de 2000    | Catalina             | CSS           |
| 190457 - | 2000 BR32              | 28 de gener de 2000    | Kitt Peak            | Spacewatch    |
| 190458 - | 2000 BG40              | 29 de gener de 2000    | Kitt Peak            | Spacewatch    |
| 190459 - | 2000 CN7               | 2 de febrer de 2000    | Socorro              | LINEAR        |
| 190460 - | 2000 CO9               | 2 de febrer de 2000    | Socorro              | LINEAR        |
| 190461 - | 2000 CP39              | 3 de febrer de 2000    | Višnjan Observatory  | K. Korlević   |
| 190462 - | 2000 CY41              | 2 de febrer de 2000    | Socorro              | LINEAR        |
| 190463 - | 2000 CE57              | 5 de febrer de 2000    | Socorro              | LINEAR        |
| 190464 - | 2000 CU59              | 2 de febrer de 2000    | Socorro              | LINEAR        |
| 190465 - | 2000 CS78              | 8 de febrer de 2000    | Kitt Peak            | Spacewatch    |
| 190466 - | 2000 CH102             | 2 de febrer de 2000    | Socorro              | LINEAR        |
| 190467 - | 2000 CP111             | 6 de febrer de 2000    | Catalina             | CSS           |
| 190468 - | 2000 CQ138             | 5 de febrer de 2000    | Kitt Peak            | Spacewatch    |
| 190469 - | 2000 DC10              | 26 de febrer de 2000   | Kitt Peak            | Spacewatch    |
| 190470 - | 2000 DX10              | 26 de febrer de 2000   | Kitt Peak            | Spacewatch    |
| 190471 - | 2000 DG27              | 29 de febrer de 2000   | Socorro              | LINEAR        |
| 190472 - | 2000 DF44              | 29 de febrer de 2000   | Socorro              | LINEAR        |
| 190473 - | 2000 DT46              | 29 de febrer de 2000   | Socorro              | LINEAR        |
| 190474 - | 2000 DL52              | 29 de febrer de 2000   | Socorro              | LINEAR        |
| 190475 - | 2000 DR64              | 29 de febrer de 2000   | Socorro              | LINEAR        |
| 190476 - | 2000 DZ70              | 29 de febrer de 2000   | Socorro              | LINEAR        |
| 190477 - | 2000 DX88              | 25 de febrer de 2000   | Kitt Peak            | Spacewatch    |
| 190478 - | 2000 DW96              | 29 de febrer de 2000   | Socorro              | LINEAR        |
| 190479 - | 2000 DA97              | 29 de febrer de 2000   | Socorro              | LINEAR        |
| 190480 - | 2000 DG109             | 29 de febrer de 2000   | Socorro              | LINEAR        |
| 190481 - | 2000 DN111             | 29 de febrer de 2000   | Socorro              | LINEAR        |
| 190482 - | 2000 DU113             | 27 de febrer de 2000   | Kitt Peak            | Spacewatch    |
| 190483 - | 2000 EC2               | 3 de març de 2000      | Socorro              | LINEAR        |
| 190484 - | 2000 ET2               | 3 de març de 2000      | Socorro              | LINEAR        |
| 190485 - | 2000 EE3               | 3 de març de 2000      | Socorro              | LINEAR        |
| 190486 - | 2000 EO9               | 3 de març de 2000      | Socorro              | LINEAR        |
| 190487 - | 2000 EM10              | 3 de març de 2000      | Socorro              | LINEAR        |
| 190488 - | 2000 EF58              | 8 de març de 2000      | Socorro              | LINEAR        |
| 190489 - | 2000 EW61              | 10 de març de 2000     | Socorro              | LINEAR        |
| 190490 - | 2000 EU172             | 1 de març de 2000      | Kitt Peak            | Spacewatch    |
| 190491 - | 2000 FJ10              | 25 de març de 2000     | Kitt Peak            | Spacewatch    |
| 190492 - | 2000 FL42              | 29 de març de 2000     | Socorro              | LINEAR        |
| 190493 - | 2000 GO11              | 5 d'abril de 2000      | Socorro              | LINEAR        |
| 190494 - | 2000 GG42              | 5 d'abril de 2000      | Socorro              | LINEAR        |
| 190495 - | 2000 GN45              | 5 d'abril de 2000      | Socorro              | LINEAR        |
| 190496 - | 2000 GC55              | 5 d'abril de 2000      | Socorro              | LINEAR        |
| 190497 - | 2000 GT101             | 7 d'abril de 2000      | Socorro              | LINEAR        |
| 190498 - | 2000 GB111             | 2 d'abril de 2000      | Anderson Mesa        | LONEOS        |
| 190499 - | 2000 GP111             | 3 d'abril de 2000      | Anderson Mesa        | LONEOS        |
| 190500 - | 2000 GX111             | 3 d'abril de 2000      | Anderson Mesa        | LONEOS        |